# 千賀絢子
千賀 絢子（せんが じゅんこ、1984年10月20日 - ）は、フリーアナウンサー。ライムライト所属。

## 経歴
三重県四日市市出身。東京女子大学卒業後NHKの契約キャスターとなり、地元津局で2年、京都局で3年、いずれも基本的に夕方のニュースを担当した。京都局との契約が切れるとともにNHKを離れ、沖縄へ移住。
趣味はバレエと茶道。茶道については、表千家習事十三ケ条（茶道の免状）を有する。

## 番組
現在
過去
- ほっとイブニングみえ（NHK津）
- ニュース610 京いちにち（NHK京都）
  - 2009年 - 2010年は楠井まどかと隔週交替キャスター。
  - 2010年から1年半は、金曜「京のええとこ連れてって」、火曜「学食へ行こう（2011年度）」担当。
  - 2011年10月3日より金谷有希子と隔週交替キャスター。
- フレッシュモーニング（ラジオ沖縄）水曜
- スーパーJチャンネル（テレビ朝日）リポーター
- 横浜ミストリー（YOUテレビ）
  - 文明開化、請け負います〜高島嘉右衛門の横浜四番勝負〜（2013年11月）
- 高校野球中継 （TOKYO MX）リポーター
- 地モトTV おかえり!KANAGAWA（イッツ・コミュニケーションズ）- 2017年6月30日
- デイリーニューステレメディア 水曜（J:COM 八王子）水曜
- KAWASAKI Sparkling（FMヨコハマ）